# Harland Williams
Harland Williams (Toronto, 14 de noviembre de 1962) es un actor cómico canadiense.

## Biografía
Harland Reesor Williams nació el 14 de noviembre de 1962, en Toronto, Ontario, único varón de los cinco vástagos que tuvieron Lorraine Mary O'Donnell, trabajadora social, y John Reesor Williams, un abogado que sirvió como miembro de la legislatura de Ontario desde 1975 hasta 1985. Tiene dos hermanas mayores, hermano de arista de efectos visuales Steve "Spaz" Williams y dos hermanas menores.
Harland tiene doble ciudadanía con Canadá y los Estados Unidos.
Es el autor e ilustrador de su propia serie de libros para niños sobre un pequeño brontosaurio llamado Jimbo. El amor por el arte de Williams lo llevó a crear la serie, en la que el curioso y joven dinosaurio se embarca en una serie de increíbles aventuras y aprende importantes lecciones de vida en el proceso. El inclinado artísticamente Williams había refinado su pasión por el dibujo y la pintura en el Sheridan College de Canadá en Oakville, Ontario. Encontrando una salida creativa en poesía y pintura mientras trabajaba como guardabosques durante cinco años después de abandonar el Sheridan College, Williams se propuso abandonar el bosque como comediante y actor, y luego se mudó a Los Ángeles para buscar su nueva vocación.
Williams es primo de Kevin Hearn (teclista de Barenaked Ladies), y juntos tienen una banda como pasatiempo llamada The Cousins.

## Filmografía
| Año           | Película                                        | Personaje                                                | Observaciones                                                           |
| ------------- | ----------------------------------------------- | -------------------------------------------------------- | ----------------------------------------------------------------------- |
| 1994          | Dumb and Dumber                                 | State Trooper                                            |                                                                         |
| 1995          | Simon                                           | Simon Hemple                                             |                                                                         |
| 1996          | Down Periscope                                  | E.T. "Sonar" Lovacelli                                   |                                                                         |
| 1997          | RocketMan                                       | Fred Z. Randall                                          |                                                                         |
| 1997          | Wag the Dog                                     | Pet Wrangler                                             |                                                                         |
| 1997          | Space Ghost Coast to Coast                      | Él mismo                                                 | 1 episodio                                                              |
| 1997          | Ned's Newt                                      | Newton (voz)                                             | Primer papel de voz en serie de animación; Protagonista; Episodios 1–35 |
| 1998          | Half Baked                                      | Kenny Davis                                              |                                                                         |
| 1998          | There's Something About Mary                    | Autoestopista (no acreditado)                            |                                                                         |
| 1998          | Dog Park                                        | Callum                                                   |                                                                         |
| 1998          | Mr. Headmistress                                | Tucker                                                   |                                                                         |
| 1999          | Superstar                                       | Slater                                                   |                                                                         |
| 2000          | The Whole Nine Yards                            | Agente especial Steve Hanson                             |                                                                         |
| 2000          | Big Money Hustlas                               | Officer Harry Cox                                        |                                                                         |
| 2000          | Becoming Dick                                   | Richard Breggs                                           |                                                                         |
| 2001          | Freddy Got Fingered                             | Darren                                                   |                                                                         |
| 2001          | Gary & Mike                                     | Mike Bonner (voz)                                        |                                                                         |
| 2001          | The Santa Claus Brothers                        | Daryl (voz)                                              |                                                                         |
| 2002          | Back by Midnight                                | Sheriff Hubbard                                          |                                                                         |
| 2002          | Sorority Boys                                   | Doofer/Roberta                                           |                                                                         |
| 2003          | Family Tree                                     | Jake                                                     |                                                                         |
| 2003          | Kart Racer                                      | Zee                                                      |                                                                         |
| 2005          | Lucky 13                                        | Bleckman                                                 |                                                                         |
| 2005          | Because of Winn-Dixie                           | Policeman                                                |                                                                         |
| 2005          | Robots                                          | Lugnut (voz)                                             |                                                                         |
| 2006          | Employee of the Month                           | Russell Porpis-Gunders                                   |                                                                         |
| 2006          | Surf School                                     | Rip                                                      |                                                                         |
| 2007          | Meet the Robinsons                              | Carl (voz)                                               |                                                                         |
| 2007          | The Dukes of Hazzard: The Beginning             | Sheriff Rosco P. Coltrane                                |                                                                         |
| 2008          | Bachelor Party 2: The Last Temptation           | Derek                                                    |                                                                         |
| 2008          | Madagascar: Escape 2 Africa                     | Jirafa (voz)                                             |                                                                         |
| 2009          | Fudgy Wudgy Fudge Face                          | Elmore P. Fudge                                          |                                                                         |
| 2009          | My Life in Ruins                                | Big Al Sawchuck                                          |                                                                         |
| 2009          | The Haunted World of El Superbeasto             | Gerard the Exterminator (voz)                            |                                                                         |
| 2011          | Spooky Buddies                                  | Warwick el brujo                                         |                                                                         |
| 2011          | Lloyd the Conqueror                             | Vulcan                                                   |                                                                         |
| 2011          | Dahmer Vs. Gacy                                 | Dios                                                     |                                                                         |
| 2011          | Dan Vs.                                         | Hiram                                                    | Episodio: "Technology"                                                  |
| 2011          | Robot Chicken                                   | Profesor Cornelius Q. Quibblefingers (voz)               | 1 episodio; también escribió el guion de 4 episodios                    |
| 2012          | The High Fructose Adventures of Annoying Orange | Apple (voz)                                              |                                                                         |
| 2012          | Robot and Monster                               | Monster (voz)                                            | Protagonista                                                            |
| 2014          | Back in the Day                                 | Skunk                                                    |                                                                         |
| 2015          | Jake and the Never Land Pirates                 | Capitán Frost (voz)                                      |                                                                         |
| 2015          | Penn Zero: Part-Time Hero                       | Helper Hue (voz)                                         |                                                                         |
| 2016          | La fiesta de las salchichas                     | Botella de ketchup/Vendedor de drogas/Baba Ganoush (voz) |                                                                         |
| 2016          | Skylanders Academy                              | Hugo (voz)                                               |                                                                         |
| 2017–presente | Puppy Dog Pals                                  | Bob (voz)                                                | También creador de la serie                                             |
| 2019          | The Addams Family                               | Norman Pickering, Ggerri (voces)                         |                                                                         |